# Музей Хайракс Хилл
Хайракс Хилл получил статус государственного памятника в 1945 и открылся для посетителей в 1965. Его история началась с шокирующих находок миссис А. Селфе в 1920-х годах и последовавших за ними археологических раскопок, выполненных Мэри Лики (англ. Mary Leakey) в 1938. Раскопки оказались чрезвычайно продуктивными, был найден ряд реликвий. С помощью кенийского музейного сообщества, с консультациями британского института Восточной Африки и поддержкой Национальных музеев Кении, раскопки были приведены в пригодный для доступа публике вид. В целом важность холма Хайракс Хилл в показе нескольких фаз оккупации, хотя сам факт длительных археологических исследований, связанных с именем Мэри Лики, тоже имеет значение.

## История

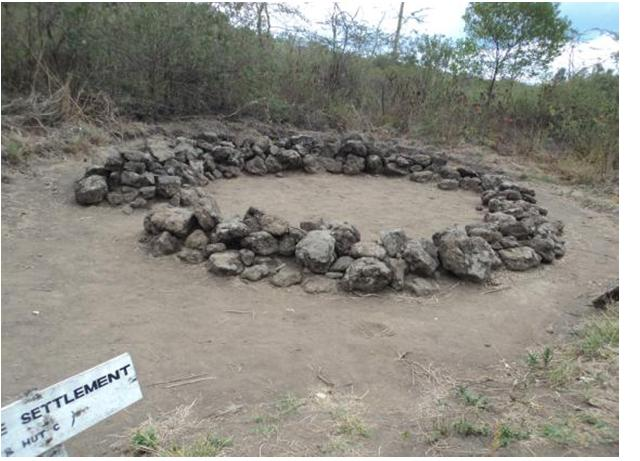
Неолит и Железный век

В 1937 году Мэри Лики приступила к раскопкам в точке 1, где обнаружила признаки заселённости, относимые к Железному веку и состоящие из грубых каменных построек и захоронений. Позже Джон Саттон датировал находки поздним Железным веком и оценил их возраст в двести лет. Продолжение раскопок привело к нахождению гораздо более глубокого обитаемого уровня, относящегося к позднему Каменному веку — найденные ей захоронения обозначены в нынешнем музее как «неолитическая братская могила».
В 1938 Мэри Лики приступила к раскопкам в точке 2, ошибочно соотнеся заселённые уровни Сириква с древним материалом точки 1 и накурским захоронением. В 1943 году габариты археологической находки были оценены как важный исторический ресурс, и 26 ноября 1945 всё место было признано национальным памятником, включая части, на которых раскопок к тому времени ещё не проводилось.
В 1965 Рон Кларк продолжил исследования точки 2 и южного захоронения точки 1. По их итогам был создан небольшой музей, обосновавшийся в доме, ранее принадлежавшем, как и места первых находок, миссис Селфе. В 1973-74 годах доктор Оньянго Абунье обнаружил много предметов, относящихся к позднему Железному веку, в окрестностях точки 1. Его находки включают курганы с урнами Железного века. В 1986 доктор Джон Саттон вернулся к точке 1, где и обнаружил дома Сириква, из чего заключил, что точки исторически не связаны, и датировал их точнее средними веками второго тысячелетия.

## Музей сейчас
Хайракс Хилл — региональный музей под опекой Национальных музеев Кении. Директор музея — доктор Айдл Фара, кроме которого в музее работают 12 сотрудников и куратор (Пол Одондо Оюга).
Первоначальное предназначение здания музей — жилой дом. Он был построен в 1900—1910 годах и перешёл к музею в 1965 году после смерти владелицы. Это простое прямоугольное на плане здание с верандой вдоль южного фасада, на которую ведёт пятиметровой ширины лестница. Внутри дом делится на три комнаты: большую (центральную) и две поменьше (восточную и западную). Центральная комната содержит модель-карту раскопок и археологические экспонаты, западная — этнографические, восточная — исторические. Сзади к дому пристроены два помещения с кабинетом куратора и бюро образования.
Демонстрируемая коллекция включает 400 предметов и объектов искусства: резные маски, деревянные скульптуры, традиционные музыкальные инструменты, охотничьи принадлежности, предметы обихода из бамбука, металла и глины. Некоторые части выставки временные и регулярно обновляются. Археологические находки Хайракс Хилла имеют возраст от 5000 до 200 лет, и оказали решающее влияние на развитие археологии в Кении в течение последних десятилетий наглядной демонстрацией перехода от охоты и собирательства к самостоятельному производству пищи.
Собственно холм Хайракс-Хилл — небольшой, но заметный лавовый массив длиной около пятисот метров, поднимающийся на высоту до 50 метров над окружающей его равниной. Название ему дали даманы (англ. hyrax hill — дословно «холм даманов»), в обилии населяющие норы и щели в камнях.